# Tomba dei Vasi Dipinti

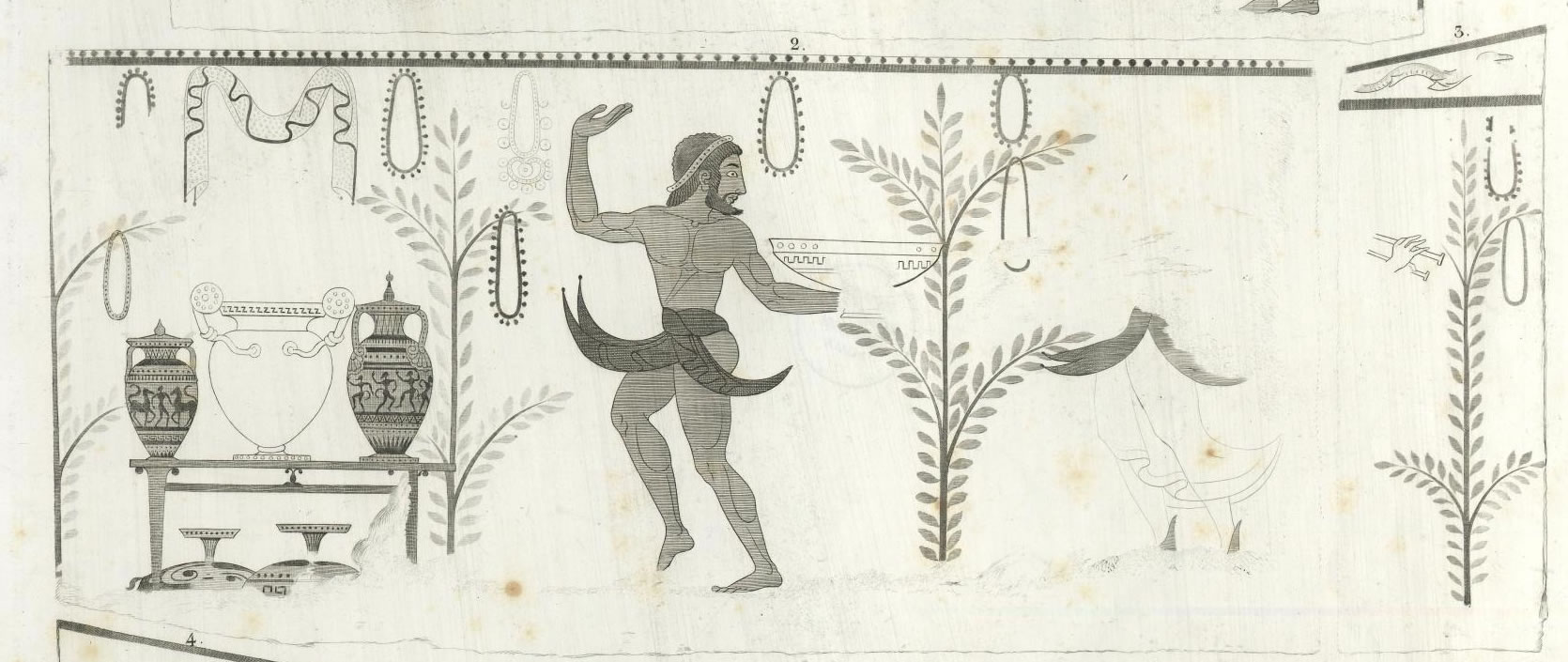
Die rechte Wand der Grabkammer mit drei Vasen, Zeichnung des 19. Jahrhunderts

Bei der Tomba dei Vasi Dipinti (dt. Grab der gemalten Vasen) handelt es sich um ein ausgemaltes etruskisches Grab in der Monterozzi-Nekropole von Tarquinia in Latium. Das um 510 v. Chr. zu datierende Grab wurde 1867 entdeckt.
Bei dem Grab handelt es sich um eine kleine Kammer. Alle vier Wände sind bemalt. Die Malereien sind heute nicht mehr gut erhalten, da Teile von ihnen 1963 durch Raubgräber aus der Wand gerissen wurden. Bis 2021 wurde das Grab restauriert.
Die Rückwand der Kammer zeigt ein Paar beim Festessen auf einer Kline. Daneben sind andere Personen, vielleicht Familienmitglieder, zu sehen. Die beiden Längswände zeigen tanzende Personen, vor allem halbnackte Männer. Auf der rechten Wand sieht man auch einen Tisch mit drei Vasen, die dem Grab seinen Namen gaben. Die Eingangswand zeigt links und rechts der Tür Musikanten.